# Autoroute A35 (Francia)
L'autostrada A35 (conosciuta anche come autostrada delle Cicogne) è una autostrada che collega l'Alsazia da nord a sud.
La sua lunghezza è di circa 172 km con 2 corsie per senso di marcia (ad eccezione delle parti che servono Mulhouse e Strasburgo, dove ve ne sono 2 in una direzione e 3 nell'altra).
La A35 ha un tronco di 9 km in comune con la A4 a nord di Strasburgo.